# Spinnweb-Hauswurz
Die Spinnweb-Hauswurz (Sempervivum arachnoideum L., Syn.: Sedum arachnoideum (L.) E.H.L. Krause, Sempervivum sanguineum Jeanbernat ex Timbal-Lagrave), auch Spinnweben-Hauswurz genannt, ist eine kleinrosettige Art der Gattung der Hauswurzen (Sempervivum) innerhalb der Familie der Dickblattgewächse (Crassulaceae).

## Beschreibung
Die Pflanzen sind polsterbildend, mit zumindest in der Vegetationszeit mehr oder weniger starker spinnwebiger Behaarung, die die Blattspitzen untereinander verbindet. Die einzelnen Rosetten haben meist einen Durchmesser von 0,5 bis 2 cm. Die Rosettenblätter sind zungenförmig, kurz und breit zugespitzt, an der Spitze meist braunrot, auf der Fläche dicht und fein drüsenhaarig oder kahl und am Rand von längeren Haaren bewimpert. Sie sind an der Spitze mit einem Büschel langer weißer, spinnwebig zusammenhängender Wollhaare besetzt. Die Stängelblätter sind lanzettlich und an der Spitze zottig bebärtet. Der Blütenstand ist 5- bis 18-blütig. Die Blüten sind blassrosa bis intensiv rosa, mit Mittelstrich in den Kronblättern. Die Blüten sind im Durchmesser 10–15 (bis 24) Millimeter breit. Jede Blüte hat 9 bis 12 Kronblätter. Die Blütentriebe überragen die Rosetten und erreichen eine Höhe von bis zu 18 cm. Die Kelchblätter sind lanzettlich und dicht und kurz und teilweise auch drüsig behaart. Die Kronblätter sind etwa 10 Millimeter lang und doppelt so lang wie die Kelchblätter. Jede Blüte hat 18 bis 20 Staubblätter. Sie sind an der Basis drüsenhaarig. Der Fruchtknoten ist grün und drüsenhaarig. Die Pflanzen sind wie alle Arten der Gattung sukkulent und können damit längere Trockenheit gut überstehen.
Die Chromosomenzahl ist {\displaystyle 2n=32} bzw. {\displaystyle 2n=64}.

## Vorkommen

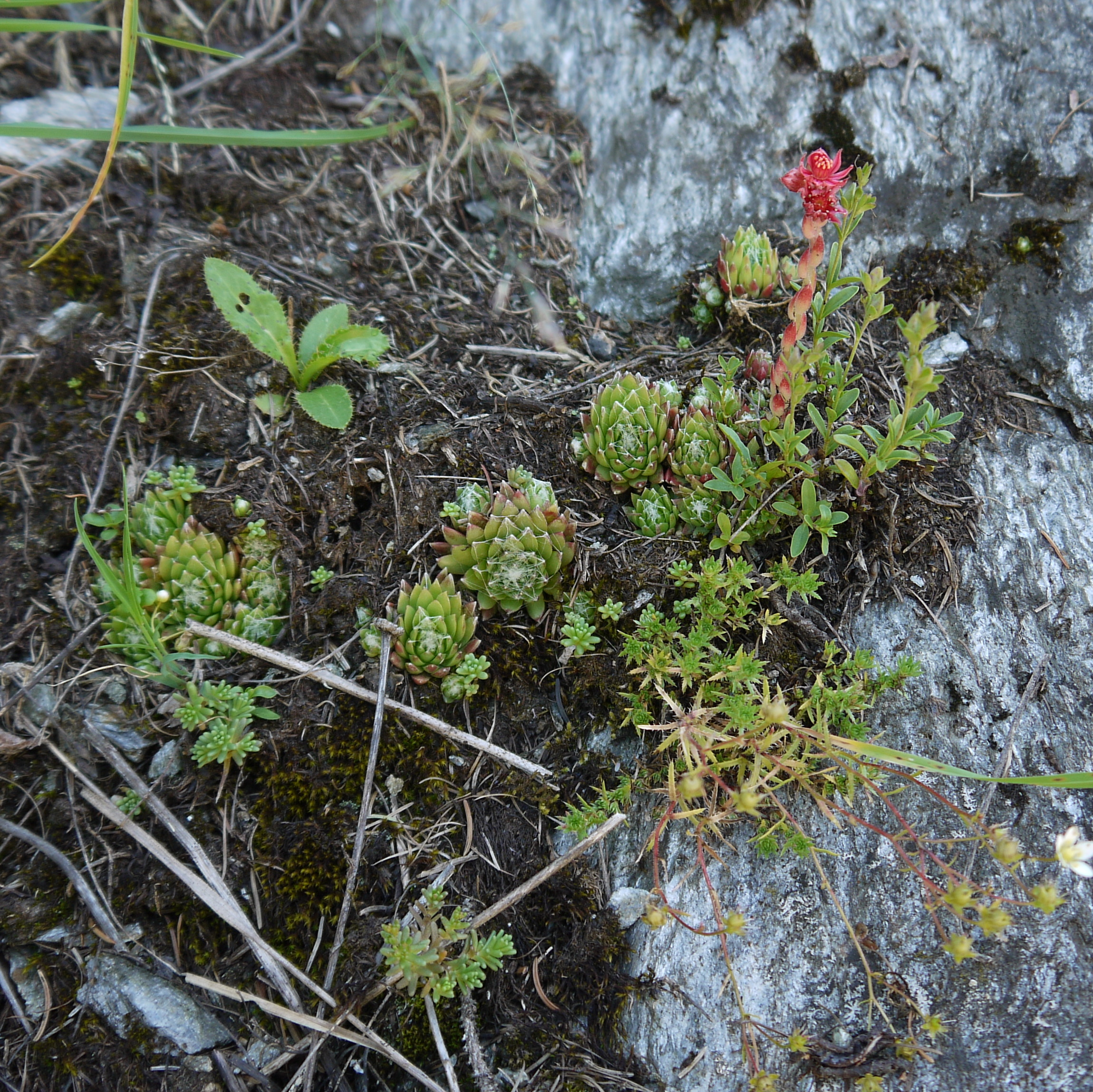
Sempervivum arachnoideum in den Alpen (Timmelsjoch, Italien)

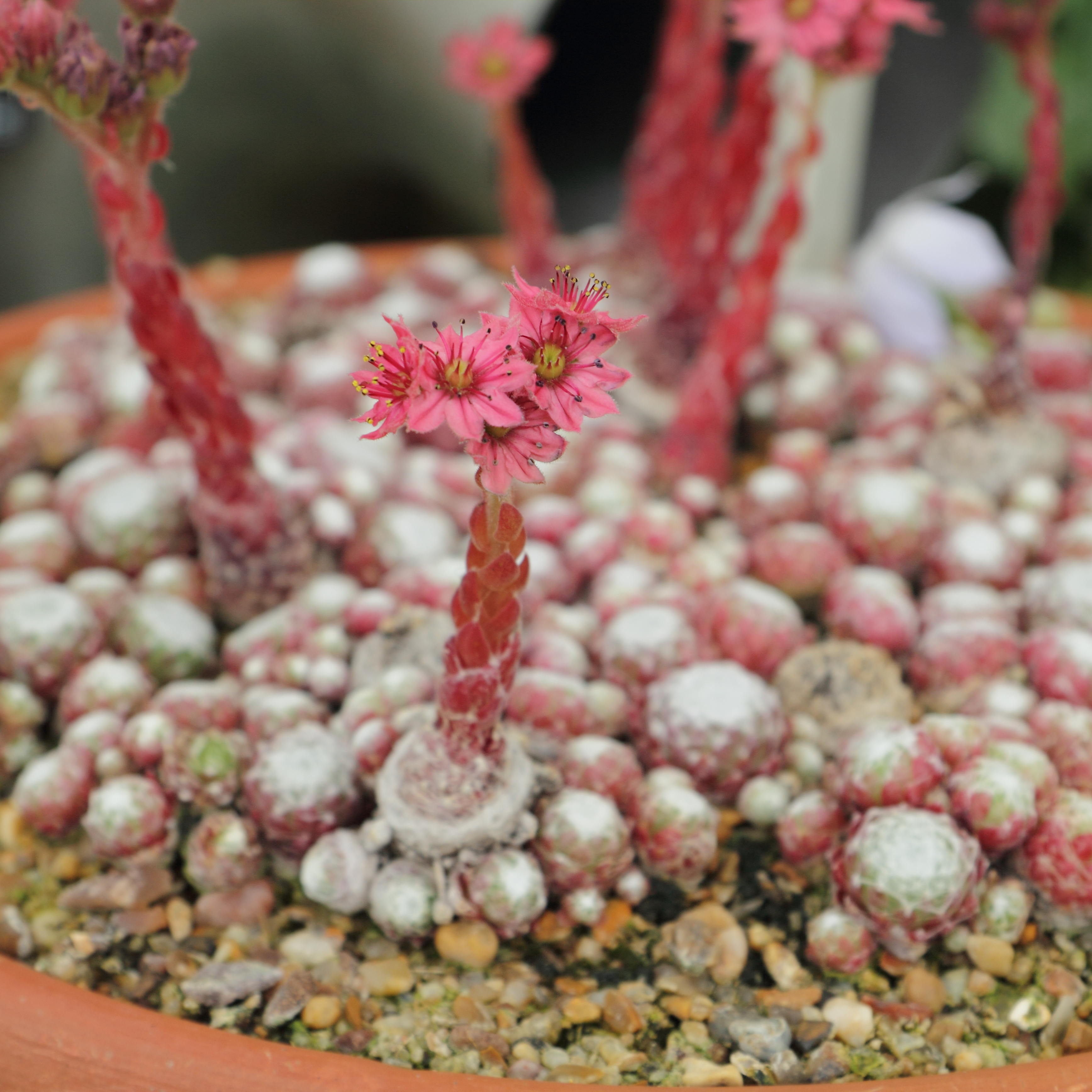
Sempervivum arachnoideum subsp. tomentosum

Die Spinnweb-Hauswurz hat ihre natürliche Verbreitung in den europäischen Gebirgen von den Pyrenäen bis in die Ostalpen und südlich bis in die Apenninen und Korsika. Sie wächst häufig auf Felsen, Felsschutt, Weiden und Wiesen. Sie bevorzugt saures Bodenmilieu auf silikatischem Substrat und wächst von 280 m (San Vittore in der Südschweiz) bis 2900 Meter Meereshöhe (Col Legnir) im Aostatal. In den Allgäuer Alpen steigt sie im Tiroler Teil an den Hornsteinabstürzen der Jöchelspitze bei Holzgau bis zu 2100 Metern Meereshöhe auf. Die Art ist in Deutschland durch die BArtSchV besonders geschützt.
Die ökologischen Zeigerwerte nach Landolt & al. 2010 sind in der Schweiz: Feuchtezahl F = 1 (sehr trocken), Lichtzahl L = 5 (sehr hell), Reaktionszahl R = 2 (sauer), Temperaturzahl T = 2 (subalpin), Nährstoffzahl N = 1 (sehr nährstoffarm), Kontinentalitätszahl K = 4 (subkontinental).

## Ökologie
Die Samen können auf einem dünnen Flechtenbewuchs Fuß fassen wie auch in feinen Poren oder Rissen des Gesteins. Die Pflanze wächst sehr langsam und ist deshalb darauf angewiesen, dass keine anderen Blütenpflanzen konkurrieren.
Blütenbesucher sind Hummeln, Bienen, Fliegen und Falter.

## Systematik
Es gibt zwei Unterarten:

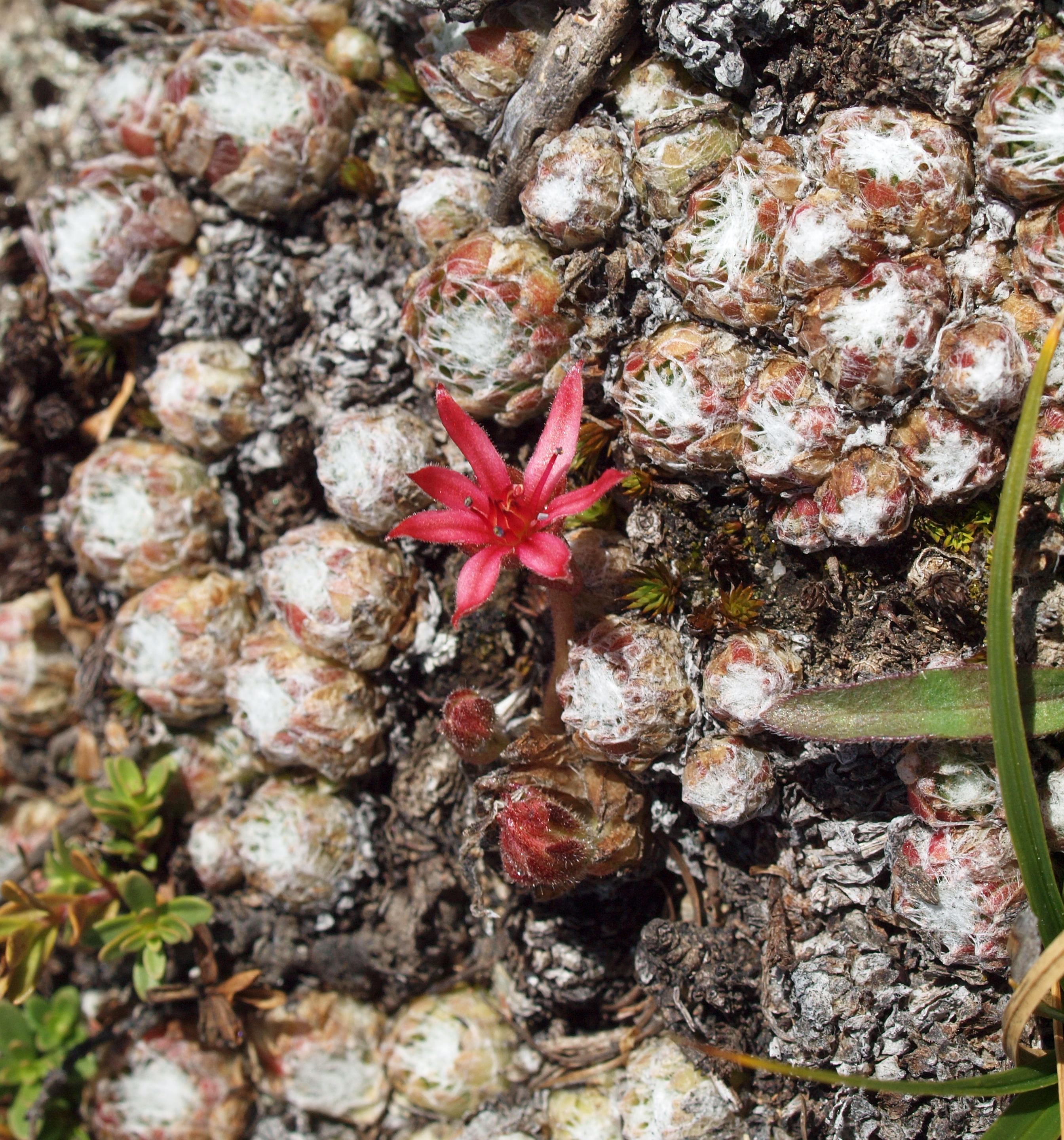
Filzige Spinnweb-Hauswurz (Sempervivum arachnoideum subsp. tomentosum), Wallis (Schweiz), Saastal 2160 m

- Die Gewöhnliche Spinnweb-Hauswurz (Sempervivum arachnoideum subsp. arachnoideum) kommt von den Pyrenäen bis weit in die Ostalpen vor. Die Blattrosetten sind bis 12 mm breit.
- Die Filzige Spinnweb-Hauswurz (Sempervivum arachnoideum subsp. tomentosum (C.B. Lehm. & Schnittspahn) Schinz & Thell.) ist in den Ostpyrenäen, Südalpen östlich bis Südtirol und im Apennin verbreitet und kommt auch in Korsika[6] vor. In der Schweiz kommt sie in Graubünden, im Tessin und im Wallis vor. Diese Unterart weist eine starke, weißfilzige Behaarung der Rosetten auf. Die bis zu 35 mm breiten Rosetten sind oben stark abgeflacht. Sie hat ebenfalls die Chromosomenzahl 2n = 64.[2]

## Nutzung
Die Art wird häufig in Steingärten kultiviert, kommt aber selten verwildert vor.

## Belege
1. 1 2 3 4 5 6 7 8 9 10 11  Gustav Hegi, Herbert Huber: Familie Saxifragaceae. In Gustav Hegi: Illustrierte Flora von Mitteleuropa. 2. Auflage, Band IV, Teil 2, Seite 110–113. Verlag Carl Hanser, München 1961.
2. 1 2  Sempervivum arachnoideum bei Tropicos.org. In: IPCN Chromosome Reports. Missouri Botanical Garden, St. Louis
3. ↑  Erhard Dörr, Wolfgang Lippert: Flora des Allgäus und seiner Umgebung. Band 1, IHW, Eching 2001, ISBN 3-930167-50-6, S. 637.
4. 1 2  Michael Koltzenburg: Sempervivum. In: Schmeil-Fitschen: Die Flora Deutschlands und angrenzender Länder. 98. Auflage. Verlag Quelle & Meyer, Wiebelsheim 2024. ISBN 978-3-494-01943-7. S. 364.
5. ↑  
Sempervivum arachnoideum L. In: Info Flora, dem nationalen Daten- und Informationszentrum der Schweizer Flora. Abgerufen am 5. April 2021.
6. ↑  Jaakko Jalas, Juha Suominen, Raino Lampinen, Arto Kurtto: Atlas florae europaeae. Band 12: Resedaceae to Platanaceae. Helsinki 1999, ISBN 951-9108-12-2, S. 56–57.